# Coenonympha iphigenus
Coenonympha iphigenus är en fjärilsart som beskrevs av Herbst 1796. Coenonympha iphigenus ingår i släktet Coenonympha och familjen praktfjärilar. Inga underarter finns listade i Catalogue of Life.